# Wieża zegarowa w Jafie
Wieża zegarowa w Jafie (ang. Jaffa Clock Tower) – jedna z siedmiu wież zegarowych wzniesionych w Palestynie przez władze osmańskie.

## Lokalizacja
Jafska wieża zegarowa stoi pośrodku Yefet Street, przy północnym wjeździe na teren dzielnicy, która przed 1949 stanowiła samodzielne miasto.

## Historia
Wieża zegarowa w Jafie jest jedną z siedmiu wzniesionych w okresie osmańskim. Pozostałe zbudowano w: Safedzie, Akko, Nazarecie, Hajfie, Nablusie oraz w Jerozolimie. Konstrukcję zegara i wieży rozpoczął żydowski przedsiębiorca Moritz Schoenberg w 1900. Okazją był srebrny jubileusz wstąpienia na tron sułtana Abdülhamida II. Władca ten zaczął panować 31 sierpnia 1876. Środki zebrały obie społeczności miasta: arabska i żydowska.
Wieżę zbudowano z wapienia odmiany kurkar (arab. كركار, hebr. כורכר). Okrywa ją miedziany dach. Kamień węgielny wmurowano we wrześniu 1900. Wówczas budowla znajdowała się na środku placu targowego, sąsiadującego z meczetem Mahmudiye, miejskim więzieniem (obecnie posterunek policji) i kamienicą mieszkalną z 1897, zwaną Saraya. Prace ukończono w 1903. Moritz Schoenberg umieścił na szczycie zegar z dzwonem, bliźniaczy do mechanizmu w wieży zegarowej karawanseraju Al-Umdan w Akko. W 1966 przeprowadzono prace restauracyjne, wymieniono mechanizm zegarowy oraz zainstalowano mozaiki autorstwa Arie Koren. Obecnie wieża posiada dwie tarcze zegarowe. Zdobi ją też tablica upamiętniająca Izraelczyków, którzy zginęli podczas walk o Jafę w I wojnie izraelsko-arabskiej w 1948 roku.
Jafska wieża zegarowa ukazana została na znaczku Poczty Izraelskiej w 2004 roku o wartości 1,3 NIS. Znaczek stanowił część serii z osmańskimi wieżami zegarowymi. Na pozostałych znaczkach znalazły się wieże z: Safedu, Akko, Hajfy i nieistniejąca z jerozolimskiej Bramy Jafy.